# Tortello della Possenta
Il tortello della Possenta  è un tipo di pasta ripiena simile al raviolo, tipico del territorio di Ceresara, in provincia di Mantova, che ha acquisito lo stato di "De.C.O." (Denominazione comunale d'origine).

## Ricetta
Per la preparazione della pasta fresca si adotta la ricetta tradizionale, ovvero uova, farina, rape rosse, olio di oliva e sale. La sfoglia ottenuta viene farcita col ripieno di ciliegie, ripiegata e rifinita manualmente.
Una volta cotti in acqua bollente salata, i tortelli vengono scolati e serviti con una spolverata di formaggio Grana Padano e burro fuso aromatizzato con salvia.
Annualmente nella prima settimana di giugno si tiene a Ceresara la tradizionale Festa della ciliegia, durante la quale è possibile gustare questo piatto.